# Medwayella cambodia
Medwayella cambodia är en loppart som först beskrevs av Klein 1970.  Medwayella cambodia ingår i släktet Medwayella och familjen Stivaliidae. Inga underarter finns listade i Catalogue of Life.